# Younès Belhanda
Younès Belhanda (tiếng Ả Rập: يونس بلهندة; sinh ngày 25 tháng 2 năm 1990) là một cầu thủ bóng đá người Maroc hiện đang thi đấu ở vị trí tiền vệ tấn công cho câu lạc bộ Adana Demirspor tại Süper Lig. Sinh ra ở Pháp, ban đầu anh đại diện cho Pháp thi đấu quốc tế ở cấp độ trẻ, trước khi chuyển sang Maroc ở cấp độ tuyển quốc gia.

## Đầu đời
Belhanda sinh ra ở Avignon, một xã ở đông nam nước Pháp và lớn lên ở Aramon gần đó. Anh là người gốc Maroc (từ Taza) và có năm anh chị em.
Belhanda bắt đầu sự nghiệp bóng đá ở đội bóng Racing Club Aramon. Anh đã dành một năm tại câu lạc bộ này trước khi gia nhập MJC Avignon, một trung tâm văn hóa địa phương có trụ sở tại nơi anh sinh ra. Tại MJC Avignon, Belhanda được dùng như một cầu thủ tự do và được cố vấn bởi huấn luyện viên Jean-Christophe Gleyze. Belhanda thừa nhận thừa nhận rằng Gleyze đóng một vai trò rất lớn trong việc xác định tương lai của anh, nói rõ: "anh còn hơn cả huấn luyện viên trưởng. Vì cha tôi làm việc và tôi sống ở Gard nên chính anh là người đã đưa tôi đến nơi huấn luyện và về nhà của tôi trong ba năm. Nếu không có anh và đội bóng MJC Avignon, tôi sẽ không bao giờ được các câu lạc bộ khác chú ý".
Năm 13 tuổi, Belhanda được một số câu lạc bộ săn đón, đáng chú ý nhất là Lyon, Marseille, Montpellier và Saint-Étienne. Cuối cùng, anh quyết định gia nhập Saint-Étienne, nhưng thay đổi quyết định sau khi thảo luận về việc chuyển đi với cha mẹ anh, họ đã khuyên anh nên gia nhập câu lạc bộ Montpellier để có ở gần nhà.

## Sự nghiệp câu lạc bộ

### Montpellier
Khi còn ở học viện trẻ Montpellier, Belhanda được chuyển sang vị trí tiền vệ phòng ngự. Anh đã dành 5 năm ở học viện Montpellier để phát triển cùng với các đồng đội Benjamin Stambouli, Abdelhamid El Kaoutari và Rémy Cabella. Cuối mùa giải 2007–08, Belhanda được đôn lên đội dự bị Montpellier, đang chơi ở Championnat National 2 (CFA). Trong mùa giải tiếp theo, anh đồng thời chơi cho đội dự bị và U19  của Montpellier ở Coupe Gambardella, giải đấu cúp trẻ quốc gia Pháp. Trong giải đấu thứ hai, Montpellier đã giành được danh hiệu, giành được chiếc cúp Gambardella thứ hai. Belhanda ra sân trong cả 6 trận đấu mà đội tranh giành. Trong trận chung kết, anh thi đấu trọn vẹn khi Montpellier đánh bại Nantes với tỷ số 2–0.

#### 2009–10
Nhờ sự thành công giành cúp của U19 Montpellier, một số cầu thủ của đội bóng anh được trao hợp đồng chuyên nghiệp trong đó có Belhanda. Ngày 27 tháng 7 năm 2009, anh đồng ý ký bản hợp đồng có thời hạn 3 năm. Sau đó, anh được thăng chức lên đội một bởi huấn luyện viên mới của đội bóng sắp tới René Girard và giao chiếc áo số 29. Mặc dù được nuôi dưỡng với tâm lý phòng ngự, Girard ưu tiên sử dụng Belhanda như một cầu thủ tấn công bằng cách xếp cầu thủ này ở bên trái đội hình 4–2–3–1. Girard đưa ra lý do để chuyển đổi Belhanda nói rằng "mong muốn đi bóng của anh kết hợp với kỹ thuật xuất sắc có nghĩa là anh có thể chơi ở trung lộ hoặc ở hai cánh". Sau đó, anh được so sánh giữa cầu thủ này và cựu cầu thủ người Pháp, Robert Pires.
Belhanda ra mắt chuyên nghiệp cho đội một Montpellier trong trận mở màn mùa giải 2009–10, gặp Paris Saint-Germain. Trận đấu này kết thúc với tỷ số 1–1 với hãng truyền thông Pháp La Provence mô tả trận đấu như một "lễ rửa tội bằng lửa" cho Belhanda. Ngày 19 tháng 9 năm 2009, Belhanda ghi bàn thắng chuyên nghiệp đầu tiên trong trận thua 4–2 trước Marseille tại Sân vận động Vélodrome. Trong tám trận đấu tiếp, anh đã ra sân ngay từ đầu. Ngày 11 tháng 11, anh thực hiện pha kiến tạo cho Víctor Montaño ghi bàn thắng duy nhất của Montpellier  trong trận hòa 1–1 trước Valenciennes. Ngày 13 tháng 1 năm 2010, Belhanda nhận thẻ đỏ đầu tiên sau khi dính thẻ vàng thứ hai trong trận thua 0–4 trước Monaco. Sau khi ra sân trong chiến thắng 1–0 của Montpellier trước Lens vào ngày 20 tháng 1.

#### 2010–11
Ngày 29 tháng 7 năm 2010, Belhanda có trận ra mắt cho Montpellier ở giải đấu thuộc UEFA trong trận lượt đi ở vòng loại thứ ba UEFA Europa League, gặp câu lạc bộ Hungary, Győri ETO. Ban đầu anh đá chính trong trận đấu này, nhưng bị thay ra ở phút thứ 71 khi trận đấu kết thúc với tỷ số 1–0. Ở trận lượt về, Montpellier đã bị đánh bại trên chấm phạt đền sau khi trận kết thúc với tỷ số 1–0 nghiêng về Győri trong thời gian chính thức và hiệp phụ. Belhanda vào sân thay người ở hiệp hai trong trận đấu và không thực hiện quả phạt đền trong loạt luân lưu. Ngày 19 tháng 8, anh ký hợp đồng gia hạn thêm hai năm đối với câu lạc bộ Montpellier đến năm 2014. Trong giải đấu, Belhanda vào sân thay người trong hai trận đầu của mùa giải 2010–11. Anh ra sân lần đầu tiên vào ngày 22 tháng 8 trong trận hòa 0–0 gặp Caen. Ngày 16 tháng 10, Belhanda ghi bàn thắng đầu tiên ở mùa giải trong chiến thắng 2–0 trước Sochaux. Anh đã trải qua hai tháng mà không ghi bàn nào trước khi ghi bàn mở tỷ số trong trận hòa 1–1 trước Auxerre.
Tại Coupe de la Ligue, Montpellier đã lọt vào trận chung kết giải đấu bằng một cách bất ngờ. Belhanda vào sân thay người trong hai trận đấu của đội bóng, nhưng được tung vào sân đá chính trong chiến thắng 1–0 ở trận bán kết hiệp phụ trước Paris Saint-Germain. Với trận đấu này đã đưa Montpellier tiến vào trận chung kết lớn đầu tiên kể từ mùa giải 1993–94 khi đội bóng đã lọt vào trận chung kết Coupe de France. Trong trận chung kết, Montpellier gặp đối thủ Marseille và thua trận tỷ số 0–1 nhờ bàn thắng của cầu thủ Maseille, Taye Taiwo. Belhanda đã thi đấu cả trận.
Ngày 20 tháng 2 năm 2011, Belhanda pha kiến tạo trong bàn thắng đầu tiên của Olivier Giroud trong trận hòa 2–2 của Montpellier trước Paris Saint-Germain. Một tháng sau, anh ghi bàn thắng quyết định vào lưới nhà vô địch giải đấu là Lille.

#### 2011–12
Sau chiến dịch đáng thất vọng, huấn luyện viên Girard tìm cách thay đổi lối chơi của Montpellier. Một trong những thay đổi của Belhanda là chuyển đổi vị trí sang tiền vệ kiến thiết ngay đằng sau tiền đạo. Trùng hợp với sự thay đổi vị trí, Belhanda được trao chiếc áo số 10. Động thái này cuối cùng thành công khi Belhanda mở đầu mùa giải ghi hai bàn thắng ở ba trận đầu trong các trận thắng Auxerre và Rennes. Ngày 27 tháng 8 năm 2011, Belhanda nhận thẻ đỏ trực tiếp sau khi đá vào tiền vệ đối phương Miralem Pjanić sau một pha tranh bóng trong trận thua 1–2 trước Lyon. Anh trở lại đội bóng sau kỳ nghỉ thi đấu quốc tế vào tháng 9 và sau hai trận đấu, anh đã ghi bàn thắng thứ ba ở mùa giải trong trận hòa 2–2 trước Bordeaux. Hai tuần sau, Belhanda ghi bàn và pha kiến tạo trong chiến thắng 3–1 trước Caen. Với màn trình diễn của anh trong tháng 11, Belhanda đã được trao giải Cầu thủ xuất sắc nhất tháng của UNFP.
Belhanda không ghi bàn nào trong hai tháng liên tiếp, mặc dù anh vẫn pha kiến tạo cho tiền đạo Olivier Giroud ghi bàn trong chiến thắng 3–1 trước đối thủ Sochaux. Ngày 21 tháng 12, trong trận đấu trước khi rời câu lạc bộ để khoác áo đội tuyển Maroc tham dự Cúp bóng đá châu Phi 2012, Belhanda ghi bàn mở tỷ số trước Evian ở phút thứ 47. Vài phút sau, anh thực hiện pha kiến tạo cho Olivier Giroud ghi bàn đưa Montpellier vượt lên dẫn trước 2–1. Tuy nhiên, Montpellier vẫn không thể tiếp tục dẫn trước sau khi để thủng lưới ba bàn ở hiệp hai thua 2–4. Belhanda trở lại câu lạc bộ vào ngày 4 tháng 2 năm 2012 với tư cách là người thay thế trong chiến thắng 1–0 trước Brest. Bốn ngày sau, Belhanda trở lại đội hình xuất phát của Montpellier trong trận gặp Châteauroux ở Coupe de France, anh đã ghi bàn thắng cuối cùng trong chiến thắng 2–0. Ngày 11 tháng 2, anh thực hiện thành công quả phạt đền trong chiến thắng 3–0 trước Ajaccio. Một tuần sau, trong trận gặp Paris Saint-Germain, Belhanda ghi bàn thắng gỡ hòa ngay trước khi hiệp một kết thúc với tỷ số 1–1. Trận đấu này kết thúc với tỷ số 2–2 sau khi mỗi cầu thủ của câu lạc bộ đều ghi một bàn ở hiệp hai.
Ngày 20 tháng 5 năm 2012, Montpellier HSC giành chức vô địch Ligue 1 lần đầu tiên trong lịch sử câu lạc bộ.

### Dynamo Kyiv
Ngày 1 tháng 7 năm 2013, câu lạc bộ Ukraina, Dynamo Kyiv thông báo về việc ký hợp đồng 5 năm đối với Belhanda. Báo chí trước đó đã liên kết anh với việc chuyển đến các câu lạc bộ Premier League gồm Manchester United, Arsenal, Tottenham và Aston Villa. Belhanda được giao số áo 90. Bản hợp đồng của anh đối với Montpellier sẽ hết hạn vào tháng 6 năm 2014, với phí chuyển nhượng của anh được cho là vào khoảng 10 triệu euro.
Ở mùa giải 2014–15, Belhanda đã giúp Dynamo Kyiv lọt vào vòng 1/4 trận chung kết UEFA Europa League, bị loại với tỷ số chung cuộc 1–3 trước ACF Fiorentina, cũng như giành chức vô địch Giải ngoại hạng Ukraina và Cúp bóng đá Ukraina. Ở mùa giải 2015–16, Belhanda đã giúp Dynamo tiến vào vòng 16 đội UEFA Champions League lần đầu tiên sau 16 năm.

#### Schalke 04 (mượn)
Ngày 5 tháng 1 năm 2016, Belhanda được câu lạc bộ FC Schalke 04 ở Đức cho mượn cho đến cuối mùa giải.

#### Nice (mượn)
Ngày 31 tháng 8 năm 2016, Belhanda ký hợp đồng với câu lạc bộ Nice ở Pháp dưới dạng cho mượn.

### Galatasaray
Ngày 28 tháng 6 năm 2017, Belhanda ký hợp đồng với câu lạc bộ Galatasaray SK ở Thổ Nhĩ Kỳ, nơi anh mặc chiếc áo số '10' mà cựu cầu thủ Galatasaray, Wesley Sneijder đã mặc trước đó. Ngày 10 tháng 3 năm 2021, bản hợp đồng của Belhanda bị Galatasaray đơn phương chấm dứt.

## Sự nghiệp qưốc tế
Tháng 5 năm 2018, anh có tên trong đội hình 23 người của đội tuyển Maroc tham dự FIFA World Cup 2018.

## Thống kê sự nghiệp

### Câu lạc bộ
Tính đến 22 thágn 10 năm 2022
| Câu lạc bộ          | Mùa giải            | Giải đấu                 | Giải đấu | Giải đấu | Cúp Quốc gia | Cúp Quốc gia | Châu lục | Châu lục | Khác | Khác | Tổng cộng | Tổng cộng |
| Câu lạc bộ          | Mùa giải            | Hạng                     | Trận     | Bàn      | Trận         | Bàn          | Trận     | Bàn      | Trận | Bàn  | Trận      | Bàn       |
| ------------------- | ------------------- | ------------------------ | -------- | -------- | ------------ | ------------ | -------- | -------- | ---- | ---- | --------- | --------- |
| Montpellier         | 2009–10             | Ligue 1                  | 33       | 1        | 1            | 0            | —        | —        | —    | —    | 34        | 1         |
| Montpellier         | 2010–11             | Ligue 1                  | 36       | 3        | 4            | 0            | 2        | 0        | —    | —    | 42        | 3         |
| Montpellier         | 2011–12             | Ligue 1                  | 28       | 12       | 3            | 1            | —        | —        | —    | —    | 31        | 13        |
| Montpellier         | 2012–13             | Ligue 1                  | 30       | 10       | 1            | 0            | 6        | 2        | —    | —    | 37        | 12        |
| Montpellier         | Tổng cộng           | Tổng cộng                | 127      | 26       | 9            | 1            | 8        | 2        | —    | —    | 144       | 29        |
| Dynamo Kyiv         | 2013–14             | Ukrainian Premier League | 22       | 6        | 3            | 0            | 8        | 1        | —    | —    | 33        | 8         |
| Dynamo Kyiv         | 2014–15             | Ukrainian Premier League | 24       | 2        | 8            | 1            | 9        | 1        | —    | —    | 41        | 4         |
| Dynamo Kyiv         | 2015–16             | Ukrainian Premier League | 10       | 0        | 2            | 0            | 2        | 0        | —    | —    | 14        | 0         |
| Dynamo Kyiv         | Tổng cộng           | Tổng cộng                | 56       | 8        | 13           | 1            | 19       | 2        | —    | —    | 88        | 11        |
| Schalke 04 (mượn)   | 2015–16             | Bundesliga               | 15       | 2        | 0            | 0            | 2        | 0        | —    | —    | 17        | 2         |
| Nice (mượn)         | 2016–17             | Ligue 1                  | 31       | 3        | 0            | 0            | 5        | 0        | —    | —    | 36        | 3         |
| Galatasaray         | 2017–18             | Süper Lig                | 30       | 3        | 4            | 0            | 1        | 0        | —    | —    | 35        | 3         |
| Galatasaray         | 2018–19             | Süper Lig                | 24       | 4        | 4            | 0            | 6        | 0        | 1    | 0    | 35        | 4         |
| Galatasaray         | 2019–20             | Süper Lig                | 23       | 5        | 5            | 1            | 4        | 0        | 1    | 0    | 33        | 7         |
| Galatasaray         | 2020–21             | Süper Lig                | 22       | 6        | 3            | 1            | 3        | 1        | —    | —    | 28        | 8         |
| Galatasaray         | Tổng cộng           | Tổng cộng                | 99       | 18       | 16           | 2            | 14       | 1        | 2    | 0    | 131       | 22        |
| Adana Demirspor     | 2021–22             | Süper Lig                | 22       | 3        | 2            | 1            | —        | —        | —    | —    | 24        | 4         |
| Adana Demirspor     | 2022–23             | Süper Lig                | 10       | 5        | —            | —            | —        | —        | 1    | 0    | 11        | 5         |
| Adana Demirspor     | Tổng cộng           | Tổng cộng                | 32       | 8        | 2            | 1            | —        | —        | 1    | 0    | 35        | 9         |
| Tổng cộng sự nghiệp | Tổng cộng sự nghiệp | Tổng cộng sự nghiệp      | 360      | 65       | 40           | 5            | 48       | 5        | 3    | 0    | 451       | 76        |

### Đội tuyển quốc gia
Tính đến 27 tháng 9 năm 2022
| Đội tuyển quốc gia | Năm       | Trận | Bàn |
| ------------------ | --------- | ---- | --- |
| Maroc              | 2010      | 1    | 0   |
| Maroc              | 2011      | 8    | 0   |
| Maroc              | 2012      | 8    | 1   |
| Maroc              | 2013      | 7    | 1   |
| Maroc              | 2014      | 7    | 1   |
| Maroc              | 2015      | 2    | 0   |
| Maroc              | 2016      | 3    | 0   |
| Maroc              | 2017      | 7    | 0   |
| Maroc              | 2018      | 9    | 2   |
| Maroc              | 2019      | 6    | 0   |
| Maroc              | 2022      | 1    | 0   |
| Tổng cộng          | Tổng cộng | 59   | 5   |

| STT | Ngày tháng               | Địa điểm                                   | Đối thủ  | Bàn thắng | Kết quả | Giải đấu                      |
| --- | ------------------------ | ------------------------------------------ | -------- | --------- | ------- | ----------------------------- |
| 1   | Ngày 31 tháng 1 năm 2012 | Sân vận động Angondjé, Libreville, Gabon   | Niger    | 1–0       | 1–0     | Cúp bóng đá châu Phi 2012     |
| 2   | Ngày 15 tháng 6 năm 2013 | Sân vận động Marrakech, Marrakech, Maroc   | Gambia   | 2–0       | 2–0     | Vòng loại FIFA World Cup 2014 |
| 3   | Ngày 7 tháng 9 năm 2014  | Sân vận động Mohammed V, Casablanca, Maroc | Libya    | 1–0       | 3–0     | Giao hữu                      |
| 4   | Ngày 4 tháng 6 năm 2018  | Stade de Genève, Geneva, Thụy Sĩ           | Slovakia | 2–1       | 2–1     | Giao hữu                      |
| 5   | Ngày 9 tháng 6 năm 2018  | A. Le Coq Arena, Tallinn, Estonia          | Estonia  | 1–0       | 3–1     | Giao hữu                      |

## Danh hiệu
Montpellier
- Ligue 1: 2011–12[49]

Dynamo Kiev
- Giải bóng đá Ngoại hạng Ukraina: 2014–15, 2015–16
- Cúp bóng đá Ukraina: 2013–14, 2014–15

Galatasaray
- Super Lig : 2017–18, 2018–19
- Cúp Quốc gia Thổ Nhĩ Kỳ: 2018–19
- Siêu cúp Thổ Nhĩ Kỳ: 2019

Cá nhân
- Đội hình xuất sắc nhất năm của UNFP Ligue 1 : 2011–12[61]
- Bàn thắng của năm tại Ligue 1: 2011–12[62]
- Cầu thủ trẻ xuất sắc nhất năm của Ligue 1 : 2011–12[63]
- Giải Marc-Vivien Foé : 2012[64]
- Đội hình tiêu biểu CAF của năm: 2012